# Marcelino Iñurreta de la Fuente
Marcelino Inurreta de la Fuente (Cunduacán, Tabasco, 29 de junio de 1901 - Ciudad de México, 10 de septiembre de 1962) fue un militar y político mexicano, que fue diputado federal, senador y primer titular de la Director Federal de Seguridad en México.

## Biografía
Fue hijo de Tirso Iñurreta Gifford y de Carmen de la Fuente. Aunque era originario del estado de Tabasco, Marcelino Iñurreta vivió durante su infancia en el estado de Oaxaca, donde realizó sus estudios de primaria y secundaria. Posteriormente se trasladó a estudiar a la Escuela Nacional Preparatoria en la Ciudad de México y luego ingresó al Heroico Colegio Militar, del que salió en 1916 para unirse a la lucha en la Revolución mexicana.
Fue asistente personal del presidente Álvaro Obregón y luego ocupó cargos como director adjunto de la Policía Judicial Militar y asesor presidencial en materia de saludo. En 1943 fue pagador del Departamento de Policía del Distrito Federal.
En el mismo año de 1943 fue elegido diputado federal suplente por el Distrito 2 del Distrito Federal, siendo diputado propietario el político tabasqueño Carlos A. Madrazo. El 2 de febrero de 1945 Madrazo pidió licencia a su cargo, junto con los también diputados Sacramento Joffre Vázquez y Pedro Téllez Vargas, acusados de traficar con las tarjetas de autorización del programa de trabajadores agrícolas para Estados Unidos —braseros—. En consecuencia, el mismo día tomó protesta como diputado federal, permaneciendo en el cargo hasta el final de la XXXIX Legislatura.
Al inicio del siguiente gobierno encabezado por Miguel Alemán Valdés, en 1947, fue nombrado como primer titular de la nueva dependencia dedicada a la inteligencia política y el espionaje, la Dirección Federal de Seguridad dependiente de la Secretaría de Gobernación. Permaneció en el cargo hasta el fin del gobierno de Alemán en 1952. Al asumir la dependencia tenía el rango de teniente coronel, el 13 de octubre de 1949 ascendió a coronel y el 28 de septiembre de 1951 a general brigadier. Se considera que este último ascenso fue ilegal ya que tenía la antigüedad requerida por la ley en su anterior rango. Finalmente el 30 de diciembre de 1955 ascendió a general de brigada.
En 1952 fue postulado candidato del PRI y electo senador por el estado de Tabasco a las legislaturas XLII y XLIII. En ellas fue integrante de las comisiones de Reglamentos, de Tierras Nacionales y de Defensa Nacional.
Falleció en la Ciudad de México el 10 de septiembre de 1962. Fue sepultado en el Panteón Español.